# Rebecca Gibney
Rebecca Gibney (Levin, 14 december 1964) is een Nieuw-Zeelandse actrice.

## Biografie
Gibney is de jongste uit een gezin met zes kinderen. Ze groeide op in Wellington en verhuisde op negentienjarige leeftijd naar Australië. Na een tijd als model te hebben gewerkt, ging ze acteren. Haar eerste opgemerkte rol was in de kinderserie The Zoo Family in 1985. Het jaar daarop verscheen ze in de dramaserie The Flying Doctors als Emma Plimpton, een rol die ze vier jaar speelde.
In 1992 trouwde Gibney met zanger Irwin Thomas. Dit huwelijk strandde enkele jaren later.
In 1993 speelde ze een vast personage in de dramaserie Snowy. De producers ervan schreven rond haar het personage Jane Halifax in de miniserie Halifax f.p.. Die rol speelde ze 21 keer, tot 2001. Tussen 2003 en 2006 speelde ze Chrissy Hindmarsh in de televisiefilm Small Claims en de twee sequels daarop.
In november 2001 hertrouwde Gibney met production designer Richard Bell, met wie ze begin 2004 haar eerste zoon, Zachary Edison, kreeg. Het gezin woont op het eiland Tasmanië.

## Onderscheidingen
- 1990: AFI Award voor beste actrice in een televisieserie.
- 1991: Silver Logie voor beste actrice.